# Přehrada Si-luo-tu
Přehrada Si-luo-tu (čínsky v českém přepisu Si-luo-tu Šuej-tien-čan, pchin-jinem Xīluòdù Shuǐdiànzhàn, znaky zjednodušené 溪洛渡水电站, tradiční 溪洛渡水電站) je přehradní nádrž postavená na horním toku řeky Jang-c’-ťiang. Nachází se na hranici provincií Jün-nan a S’-čchuan. Součástí přehrady je vodní elektrárna s 18 turbínami o celkovém instalovaném výkonu 13 860 MW, což ji řadí na třetí místo na světě. Samotná hráz je vysoká 285,5 metrů, což jí řadí na čtvrté místo na světě.
Stavba přehrady začala v roce 2005, první turbína byla spuštěna v roce 2013 a poslední v roce 2014. Přehradu provozuje společnost China Yangtze Power, která provozuje i přehradu Tři soutěsky. Přehradní jezero má objem 12,67 km³.